# Maserati 6CM
De Maserati 6CM (1939-1940) is een raceauto van het Italiaanse automerk Maserati. Het chassis is afkomstig van de Maserati 4CM en de ophanging is afkomstig van de Maserati V8RI. De motor was een zes-in-lijn met een inhoud van 1493,2cc. Het vermogen van de eerste versie was 155pk, de tweede versie had een grotere motor en had een vermogen van 175pk. De auto was geveerd met bladveren.
De auto werd gebruikt in de Voiturette-klasse voor de Tweede Wereldoorlog. De meeste rijders die met deze auto meededen waren privérijders. Er waren drie teams die hem gebruikten: Scuderia Ambrosiana, Ecurie Helvetica en het Maserati-fabrieksteam. Er werden diverse races mee gewonnen zoals de Grand Prix van Naples en drie keer de endurancerace Targa Florio.